# ميكي هولمز
ميكي هولمز (بالإنجليزية: Micky Holmes)‏ (9 سبتمبر 1965 ببرادفورد في المملكة المتحدة - ) هو مدرب كرة قدم ولاعب كرة قدم بريطاني في مركز الوسط. لعب مع برادفورد سيتي وكامبريدج يونايتد ونادي توركي يونايتد ونادي روتشديل ونادي كارلايل يونايتد ونادي نورثامبتون تاون وهدرسفيلد تاون ووولفرهامبتون واندررز وWisbech Town F.C. ‏.